# Newent
Newent är en stad och en civil parish i Forest of Dean i Gloucestershire i England. Orten har 5 207 invånare (2011). Staden nämndes i Domedagsboken (Domesday Book) år 1086, och kallades då Noent.